# Monotaxis grandiflora
Monotaxis grandiflora là một loài thực vật có hoa trong họ Đại kích. Loài này được Endl. mô tả khoa học đầu tiên năm 1837.